# Piasecki PV-2
Piasecki PV-2 là một loại trực thăng do Frank Piasecki thiết kế. PV-2 được biết đến là mẫu trực thăng thứ hai bay thành công ở Hoa Kỳ.

## Tính năng kỹ chiến thuật
Dữ liệu lấy từ 
Đặc điểm tổng quát
- Kíp lái: 1: 1 pilot,
- Chiều dài: thân dài 21 ft 6 in (6,55 m)
- Đường kính rô-to: 25 ft (7,6 m)
- Chiều cao:  ()
- Diện tích đĩa quay: 78,5 ft² (7,3 m²)
- Trọng lượng cất cánh tối đa: 1.000 lb (453 kg)
- Động cơ: 1 × Franklin Engine Company, 90 hp (67,1 kW)

 Hiệu suất bay 
- Vận tốc cực đại: 100 mph (87 kn; 161 km/h)
- Tầm bay chuyển sân: 150 dặm (130 hải lý, 241 km)